# Wojciech Lamentowicz
Wojciech Lamentowicz (ur. 7 czerwca 1946 w Warszawie) – polski prawnik, radca prawny, polityk i dyplomata, doktor habilitowany nauk prawnych, poseł na Sejm II kadencji, w latach 1997–2001 ambasador RP w Grecji.

## Życiorys
W 1969 ukończył studia na Wydziale Prawa i Administracji Uniwersytetu Warszawskiego. Na tym wydziale uzyskał następnie stopnie naukowe doktora i doktora habilitowanego nauk prawnych.
Był członkiem Związku Młodzieży Socjalistycznej i Polskiej Zjednoczonej Partii Robotniczej, w której był jednym z głównych działaczy ruchu struktur poziomych. Wystąpił z PZPR 14 grudnia 1981. W 1989 należał do Komitetu Obywatelskiego, był ekspertem w trakcie obrad Okrągłego Stołu. Następnie do 1990 pełnił funkcję doradcy dyplomatycznego Senatu w ramach Ośrodka Studiów Międzynarodowych. Od 1990 do 1994 był dyrektorem ds. badań w Instytucie Studiów Politycznych PAN oraz członkiem rady dyrektorów w Institute for East-West Security Studies w Nowym Jorku.
Działał w Solidarności Pracy, w 1992 był wśród założycieli Unii Pracy. W 1993 z listy tej partii został posłem na Sejm II kadencji. Do 1995 był wiceprzewodniczącym tej partii ds. międzynarodowych. Przewodniczył polskiej delegacji do Zgromadzenia Parlamentarnego OBWE, był wiceprzewodniczącym Zgromadzenia Parlamentarnego OBWE (1995–1997) oraz specjalnym obserwatorem OBWE ds. konfliktu w Abchazji (1996–1997). W 1995 odszedł z klubu parlamentarnego UP, poparł Aleksandra Kwaśniewskiego, następnie do 1997 zajmował stanowisko podsekretarza stanu i doradcy ds. zagranicznych prezydenta RP (w związku z jego objęciem wystąpił z UP). Od 1997 do 2001 sprawował urząd ambasadora RP w Grecji i na Cyprze. W 2004 bez powodzenia kandydował do Parlamentu Europejskiego (z rekomendacji UP), startując z listy SLD-UP, a w 2014 do sejmiku pomorskiego z listy komitetu SLD Lewica Razem. W 2019 ubiegał się o mandat europosła z listy partii Wiosna. Wystartował do Sejmu w 2019 z listy SLD oraz w 2023 z ramienia Nowej Lewicy.
Po zakończeniu sprawowania funkcji ambasadora został profesorem i rektorem Wyższej Szkoły Międzynarodowych Stosunków Gospodarczych i Politycznych w Gdyni, która w międzyczasie przyjęła nazwę Szkoła Wyższa Prawa i Dyplomacji w Gdyni; z funkcji tych zrezygnował w 2011. W tym samym roku został pracownikiem naukowym Wyższej Szkoły Administracji i Biznesu im. Eugeniusza Kwiatkowskiego w Gdyni. Podjął także praktykę jako radca prawny i starszy wspólnik w kancelarii prawnej w Warszawie. Był również dyrektorem biura zagranicznego „Warta” S.A. w Grecji.
Wykładał teorię państwa i prawa, filozofię prawa, porównawcze systemy polityczne, prawo porównawcze i stosunki międzynarodowe m.in. na uczelniach w Warszawie, a także w Szwecji, Danii, Austrii, Niemczech, Australii i w NATO Defense College w Rzymie.

## Odznaczenia
- Krzyż Komandorski Orderu Wielkiego Księcia Giedymina (Litwa, 1997)[6]